# Пойни птици
Пойните птици (Passeri) са подразред птици от разред Врабчоподобни (Passeriformes). Включва около 5 хиляди вида, разпространени по целия свят, за които е характерен силно развитият заден ларинкс. Той им дава възможност за усложнена и разнообразна вокализация, на която се дължи името на групата.

## Значение за човека
Изследвания показват, че слушането на птичи песни може значително да намали тревожността и депресията — особено когато песните идват от различни видове, създавайки усещане за живо биоразнообразие. В едно проучване в Колорадо изследователи дори използвали скрити високоговорители, за да симулират "фантомен хор" от птици, като доказали, че природните звуци имат осезаемо положителен ефект върху психиката в контраст с шума от трафика.

## Семейства
Подразред Пойни птици (Passeri)
- Семейство Chaetopidae
- Семейство Chloropseidae
- Семейство Малайски дърдавцови тимелии (Eupetidae)
- Семейство Notiomystidae
- Семейство Плешиви свраки (Picathartidae)
- Инфраразред Вранововидни (Corvida)
  - Семейство Атрихорнисови (Atrichornithidae)
  - Семейство Cinclosomatidae
  - Семейство Австралийски дърволазки (Climacteridae)
  - Семейство Иренови (Irenidae)
  - Семейство Лироопашати (Menuridae) (Грачещи)
  - Семейство Orthonychidae
  - Семейство Мухоловки петроики (Petroicidae)
  - Семейство Австралийски тимелии (Pomatostomidae)
  - Семейство Беседкови (Ptilonorhynchidae)
  - Надсемейство Corvoidea
    - Семейство Aegithinidae
    - Семейство Горски лястовици (Artamidae)
    - Семейство Новозеландски скорци (Callaeidae)
    - Семейство Личинкоядови (Campephagidae)
    - Семейство Cnemophilidae
    - Семейство Corcoracidae
    - Семейство Вранови (Corvidae)
    - Семейство Dicruridae
    - Семейство Сврачкови (Laniidae)
    - Семейство Malaconotidae
    - Семейство Melanocharitidae
    - Семейство Monarchidae
    - Семейство Neosittidae
    - Семейство Авлигови (Oriolidae)
    - Семейство Pachycephalidae
    - Семейство Райски птици (Paradisaeidae)
    - Семейство Paramythiidae
    - Семейство Prionopidae
    - Семейство Pityriaseidae
    - Семейство Platysteiridae
    - Семейство Ветрилоопашкови (Rhipiduridae)
    - Семейство Вангови (Vangidae)
    - Семейство Виреонови (Vireonidae)

  - Надсемейство Meliphagoidea
    - Семейство Acanthizidae
    - Семейство Dasyornithidae
    - Семейство Малурови (Maluridae)
    - Семейство Медоядови (Meliphagidae)
    - Семейство Пардалоти (Pardalotidae)
- Инфраразред Врабчововидни (Passerida)
  - Семейство Копринаркови (Bombycillidae)
  - Семейство Дърволазкови (Certhiidae)
  - Семейство Цветоядови (Dicaeidae)
  - Семейство Палмови ливадарчета (Dulidae)
  - Семейство Хипоколиуси (Hypocoliidae)
  - Семейство Нектарникови (Nectariniidae)
  - Семейство Комароловкови (Polioptilidae)
  - Семейство Promeropidae
  - Семейство Ptiliogonatidae (Ptilogonatidae)
  - Семейство Кралчеви (Regulidae)
  - Семейство Зидаркови (Sittidae)
  - Семейство Скалолазкови (Tichodromadidae)
  - Семейство Орехчеви (Troglodytidae)
  - Надсемейство Sylvioidea
    - Семейство Шаварчеви (Acrocephalidae)
    - Семейство Дългоопашати синигери (Aegithalidae)
    - Семейство Чучулигови (Alaudidae)
    - Семейство Bernieridae
    - Семейство Cettiidae
    - Семейство Пъстроопашати шаварчета (Cisticolidae)
    - Семейство Donacobiidae
    - Семейство Лястовицови (Hirundinidae)
    - Семейство Locustellidae (Megaluridae)
    - Семейство Macrosphenidae
    - Семейство Nicatoridae
    - Семейство Мустакати тръстикарчета (Panuridae)
    - Семейство Синигерови (Paridae)
    - Семейство Pellorneidae
    - Семейство Phylloscopidae
    - Семейство Pnoepygidae
    - Семейство Бюлбюлови (Pycnonotidae)
    - Семейство Торбогнездни синигери (Remizidae)
    - Семейство Scotocercidae
    - Семейство Stenostiridae
    - Семейство Коприварчеви (Sylviidae) (Славкови)
    - Семейство Мустакати синигери (Timaliidae)
    - Семейство Белоочкови (Zosteropidae)

  - Надсемейство Muscicapoidea
    - Семейство Волски птици (Buphagidae)
    - Семейство Водни косове (Cinclidae)
    - Семейство Присмехулникови (Mimidae)
    - Семейство Мухоловкови (Muscicapidae)
    - Семейство Rhabdornithidae
    - Семейство Скорецови (Sturnidae)
    - Семейство Дроздови (Turdidae)

  - Надсемейство Passeroidea
    - Семейство Calcariidae
    - Семейство Кардиналови (Cardinalidae)
    - Семейство Овесаркови (Emberizidae)
    - Семейство Астрилдови (Estrildidae)
    - Семейство Чинкови (Fringillidae)
    - Семейство Трупиалови (Icteridae)
    - Семейство Melanopareiidae
    - Семейство Стърчиопашкови (Motacillidae) Thomas Horsfield, 1821
    - Семейство Певачови (Parulidae)
    - Семейство Врабчови (Passeridae)
    - Семейство Peucedramidae
    - Семейство Тъкачови (Ploceidae)
    - Семейство Завирушкови (Prunellidae)
    - Семейство Тангарови (Thraupidae)
    - Семейство Urocynchramidae
    - Семейство Вдовицови (Viduidae)